# Gangdong-gu
Gangdong-gu é um dos 25 gu (distritos de governo local) de Seul, a capital da Coreia do Sul. Gangdong significa literalmente "leste do Rio (Han)". É o distrito mais oriental da cidade.
A auto-estrada expressa Jungbu (literalmente "Parte Central") inicia e passa por Sangil-dong, que está localizado no extremo leste do distrito. Em Amsa-dong, há um sítio pré-histórico de cerca de seis mil anos. Neste local, há muitos tipos de cerâmica e casas.

## Divisões administrativas
Gangdong compreende atualmente 18 dongs.
- Amsa-dong (1, 2 e 3) (암사동 岩寺洞)
- Cheonho-dong (1, 2 e 3) (천호동 千戶洞)
- Dunchon-dong (1 e 2) (둔촌동 遁村洞)
- Gangil-dong (강일동 江一洞)
- Gil-dong (길동 吉洞)
- Godeok-dong (1 e 2) (고덕동 高德洞)
- Myeongil-dong (1 e 2) (명일동 明逸洞)
- Sangil-dong (상일동 上一洞)
- Seongnae-dong (1, 2 e 3) (성내동 城內洞)

## Educação

### Ensino superior
- Escola Internacional de Pós-Graduação de Inglês

## Símbolos
- Árvore: pinha
- Flor: flor do abricó
- Pássaro: cotovia

## Pontos de interesse
- Cemitério Gwangreungbuwongun da família de Gwangju Lee
- Ilzasan
- Parque Astronômico de Ervas Iljasan
- Parque Ecológico de Gildong
- Sítio pré-histórico de Amsa-dong

## Transportes

### Linhas ferroviárias
- Seoul Metropolitan Rapid Transit Corporation

- Linha 5 do Metrô de Seul

(Gwangjin-gu) ← Cheonho — Gangdong — Gil-dong — Gubeundari — Myeongil — Godeok — Sangil-dong
- Linha 5 do Metrô de Seul Ramal Macheon

Gangdong — Dunchon-dong → (Songpa-gu)
- Linha 8 do Metrô de Seul

Amsa — Cheonho — Gangdong-gu Office → (Songpa-gu)